# 콘트라베이스
콘트라베이스(영어: double bass, 이탈리아어: contrabbasso)는 서양 음악에 쓰이는 활을 사용하는 악기 중에서는 가장 크기가 크고 가장 낮은 음역을 가진 현악기이다. 더블 베이스(영어: double bass)라고도 부른다.

## 튜닝
- 오케스트라 튜닝 - 가장 낮은 음의 현부터 E, A, D, G음으로 하며, 줄과 줄 사이의 음정은 완전 4도이다.
- 솔로 튜닝 - 오케스트라 튜닝보다 장2도 높게 튜닝하여 낮은 순서대로 F#, B(H), E, A음이 된다.

콘트라베이스를 위한 악보는 낮은음자리표와 가온음자리표를 사용한다.

## 연주
다른 현악기와 마찬가지로 오른손은 활을 이용해 연주하거나 줄을 튕겨 소리를 내고(피치카토), 왼손은 지판을 짚어 음정을 잡는 데 사용한다. 선 자세나 높은 의자에 앉은 자세로 연주한다. 현악합주나 오케스트라의 낮은음자리를 담당하나, 재즈나 대중음악 마이크로폰의 효과를 이용하여 피치카토 주법을 주로 하며 단독으로 쓰인다. 현악합주나 오케스트라의 경우 첼로의 옥타브 아래를 연주할 경우, 독립적인 효과를 낸다. 또한 재즈인 경우 피치카토를 주로 한 솔로는 리듬 섹션으로 중요할 뿐만 아니라 독주자로서도 점차로 중요한 음악성이 요구되고 있다. 피치카토는 G선이 가장 잘 울린다. 

## 같이 보기
- 옥토베이스